# Френсис Глеснер Ли
Френсис Глеснер Ли (енгл. Frances Glessner Lee, 25. март 1878 — 27. јануар 1962) била је америчка криминалистичка научница и добротворка, позната као „мајка савремене форензичке науке“. Најпознатија је по изради „Студија необјашњиве смрти у кратким цртама“ (енгл. Nutshell Studies of Unexplained Death) — минијатурних диорама које приказују сцене потенцијалних убистава, а служиле су као наставно средство за обуку истражитеља.

## Рани живот
Френсис Глеснер је рођена 25. марта 1878. године у Чикагу. Била је ћерка Џона Џејкоба Глеснера, оснивача компаније International Harvester. Одрасла је у богатој породици, а њен дом, познат као Глеснер кућа, данас је музеј.
Упркос интересовању за медицину, као жена у то време није имала приступ формалном високом образовању у тој области. Њен брат је студирао на Харварду, што је утицало на њено касније деловање и подршку Харвардској медицинској школи.

## Каријера у форензичкој науци
Глеснер Ли је током живота развила страст према криминалистици и судској медицини. Била је пријатељ и сарадник Џорџа Бургеса Маграта, једног од првих медицинских вештака у Сједињеним Државама, који ју је подстакао да се активније ангажује у тој области.
Године 1931, након што је наследила породично богатство, почела је да улаже у развој судске медицине. До 1936. године основала је Харвардски програм за судску медицину — први те врсте у САД. Донаторским радом подржала је оснивање Харвардове лабораторије судске медицине и израдила дидактичке материјале који се и данас користе у обуци истражитеља.

## „Студије необјашњиве смрти у кратким цртама“
Најпознатији део њеног рада су „Студије необјашњиве смрти у кратким цртама“ — серија од 20 минијатурних диорама које приказују реалистичне сцене смрти, засноване на стварним или типичним случајевима. Свака диорама израђена је у размери 1:12, са изузетном пажњом према детаљима: укључују намештај, текстил, минијатурне лешеве, крв, мрље, углове пада тела, па чак и осветљење.
Циљ ових минијатура био је да науче истражитеље посматрању, анализи и критичком размишљању — да одвоје чињенице од претпоставки и избегну „тунелску визију“.
Диораме су коришћене на Харвардским семинарима за истрагу убистава, које је такође финансирала. Иако су уметнички фасцинантне, имале су искључиво образовну намену.

## Званично признање
Године 1943, гувернер државе Њу Хемпшир именовао је Френсис Глеснер Ли за капетана полиције — што ју је учинило првом женом у САД која је добила такав чин. Иако симболично, ово признање било је одраз поштовања њеног доприноса полицијском раду и форензици.

## Наслеђе
Надимак „мајка форензичке науке“ није случајан — Глеснер Ли је била пионирка у систематској, научно заснованој обуци форензичара. Њене диораме су и данас у употреби: 18 од 20 се налази у Канцеларији главног медицинског испитивача у Мериленд, где се користе за обуку истражитеља.
Њен рад био је инспирација бројним књигама, уметничким изложбама и телевизијским серијама. Диораме су изложене у Ренвик галерија при Смитсонијан музеју 2017. године, уз велико интересовање јавности.
О њој је написана биографија 18 Tiny Deaths (2020) коју је написао Брус Голдфарб, некадашњи кустос њених диорама.

## Смрт
Френсис Глеснер Ли преминула је 27. јануара 1962. године, оставивши иза себе значајно наслеђе у области форензике, као и доказ да се упорношћу, образовањем и визијом могу померити границе друштвене и научне норме, чак и у времену које није било наклоњено женама у науци.